# إدواردو فلوريس
إدواردو فلوريس (بالإسبانية: Eduardo Flores) (23 أبريل 1944 في الأرجنتين - 20 يناير 2022) هو مدرب كرة قدم ولاعب كرة قدم أرجنتيني في مركز الهجوم. لعب مع إستوديانتيس دي لا بلاتا ونادي تولوز ونادي نانسي.

## وصلات خارجية
- إدواردو فلوريس على موقع الاتحاد الأوربي (الإنجليزية)
- إدواردو فلوريس على موقع قاعدة بيانات كرة القدم.إي يو (الإنجليزية)
- إدواردو فلوريس على موقع Soccerway.com (الإنجليزية)
- إدواردو فلوريس على موقع عالم كرة القدم.نت (الإنجليزية)